# Lomentariaceae
Lomentariaceae, porodica crvenih algi, dio reda Rhodymeniales. Sastoji se od devet rodova s 56 priznatih vrsta

## Rodovi i broj vrsta
1. Binghamia J.Agardh 2
2. Binghamiopsis I.K.Lee, J.A.West & Hommersand 1
3. Ceratodictyon Zanardini 9
4. Fushitsunagia Filloramo & G.W.Saunders 1
5. Gelidiopsis F.Schmitz 1
6. Hooperia J.Agardh 1
7. Lomentaria Lyngbye 38
8. Semnocarpa Huisman, H.J.Foard & Kraft 2
9. Stirnia M.J.Wynne 1